# Senpai Old School
Senpai Old School é uma banda brasileira que faz covers de músicas de anime e tokusatsu.

## Carreira
Estreando em 2015 na CCXP à convite da Editora JBC, o grupo atualmente conta com Kai Urusai e Carol Himura nos vocais; Fabio Brisa nos teclados; Cesar Castro no baixo; e Nenel Lucena e Deivid Willian (ex Replace) na guitarra, e já se apresentou em diversas convenções de cultura pop, como CCXP e Anime Friends, onde inclusive já atuaram como banda de apoio de cantores do Japão, como Ayumi Miyazaki e Takayoshi Tanimoto.
Em projetos solo, Carol Himura também vocal da banda Wasabi, é a voz por trás da versão brasileira do terceiro encerramento de Fairy Tail, Gomen Ne, Watashi; Lucas Araújo toca o projeto AnisonLab com o membro do JAM Project, Ricardo Cruz, além de ser guitarrista da banda OPUS V; e Kai Urusai  (ex Urusai, Super Freak e Tokio Devil), em 2023, lançou seu single de estreia THE CAGE  e um cover de "RAIN" da banda Siam Shade, participou do álbum DOPPEL2, do cantor Tuuh, além de ter capitaneado o projeto V.A. Animes Brasil , onde vários artistas se juntaram para tocar músicas de animes, com tributos a Cavaleiros do Zodiaco, Dragon Ball, Digimon e musicas de animes e tokusatsu da rede Manchete, trazendo até o ex-vocalista da banda japonesa Galneryus, Yama-B, para participar. Também foi um dos organizadores do ALIVE FEST, a maior live de anime que contou com  mais de 30 apresentações musicais com artistas brasileiros e japoneses como Hironobu Kageyama, Eizo Sakamoto, Yumi Matsuzawa e muitos outros.

Em 2024, Kai Urusai e Carol Himura fizeram parte do juri técnico do Anime Awards Brasil.